# Árnes
Árnes är en ö i älven Þjórsá i Suðurland i Island.   Den ligger i regionen Suðurland, i den sydvästra delen av landet, 80 km öster om huvudstaden Reykjavik.
Árnes är en tidigare plats, där ting hölls på vårarna. Området var tidigare en del av västra stranden, som älven skar sig en väg förbi. Det tidigare länet Árnessýsla har fått sitt namn efter ön.
Byn Árnes har vuxit upp runt skolan under de senaste decennierna och tagit namn från ön. På ön finns spår av en rund domplats och tidigare boplatser.